# Moraea linderi
Moraea linderi är en irisväxtart som beskrevs av Peter Goldblatt. Moraea linderi ingår i släktet Moraea och familjen irisväxter. Inga underarter finns listade i Catalogue of Life.